# 天主教科福里杜亞教區
天主教科福里杜亞教區（拉丁語：Dioecesis Koforiduana）是加納一個羅馬天主教教區，屬阿克拉總教區。
教區成立於1992年7月6日，包括東部地區大部（阿夫拉姆平原區除外）。2006年有教友210,000人（佔轄區總人口9.6%）、廿一個堂區、六十一名司鐸。現任教區主教為若瑟·夸庫·阿夫里法-阿吉耶庫姆。